# Cung điện Łazienki
Cung điện Łazienki ([waˈʑɛŋki], tiếng Ba Lan: pałac Łazienkowski; bằng tiếng Anh, Cung điện bồn tắm; còn được gọi là Cung điện trên mặt nước và Cung điện trên đảo) là một cung điện cổ điển trong Công viên Hoàng gia của Warsaw, công viên lớn nhất của thành phố, chiếm hơn 76 ha của trung tâm thành phố.
Từ năm 1674, tài sản (và lâu đài Ujazdów gần đó) thuộc về Bá tước Stanisław Herakliusz Lubomirski, người đã xây dựng một nhà tắm Baroque gọi là "Łazienka" ("Bath")  Tòa nhà bị phá hủy, được xây dựng trên một mặt bằng vuông, được trang trí rất phong phú bằng vữa xtuco, tượng, và tranh; một số đồ trang trí ban đầu và các chi tiết kiến trúc còn tồn tại.
Năm 1766, vua Stanisław August Poniatowski đã mua nhà đất và chuyển đổi gian tắm thành nơi ở cho mùa hè cổ điển.
Trong Thế chiến II, người Đức chiếm đóng đã khoan các lỗ trên tường cung điện để chuẩn bị cho nổ tung nó. Tuy nhiên họ không bao giờ có mặt để thực hiện việc phá hủy theo kế hoạch.

## Lịch sử

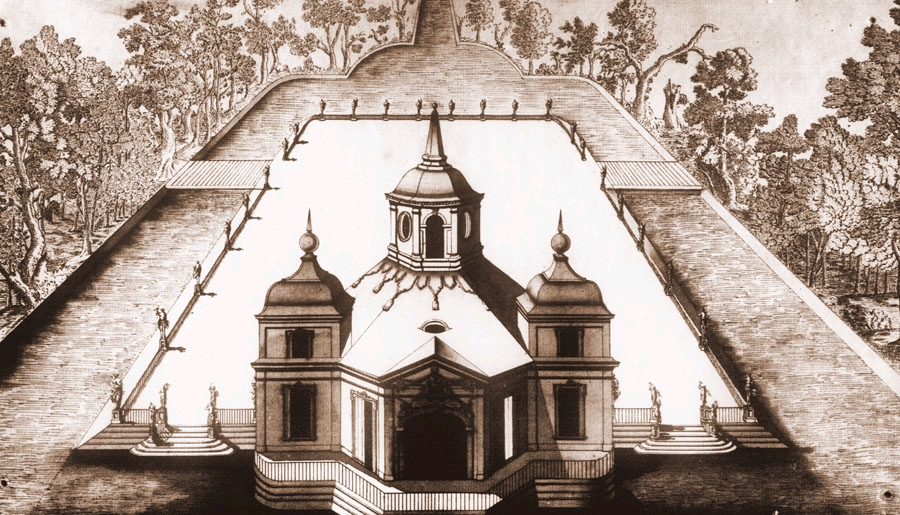
Gian tắm của Lubomirski

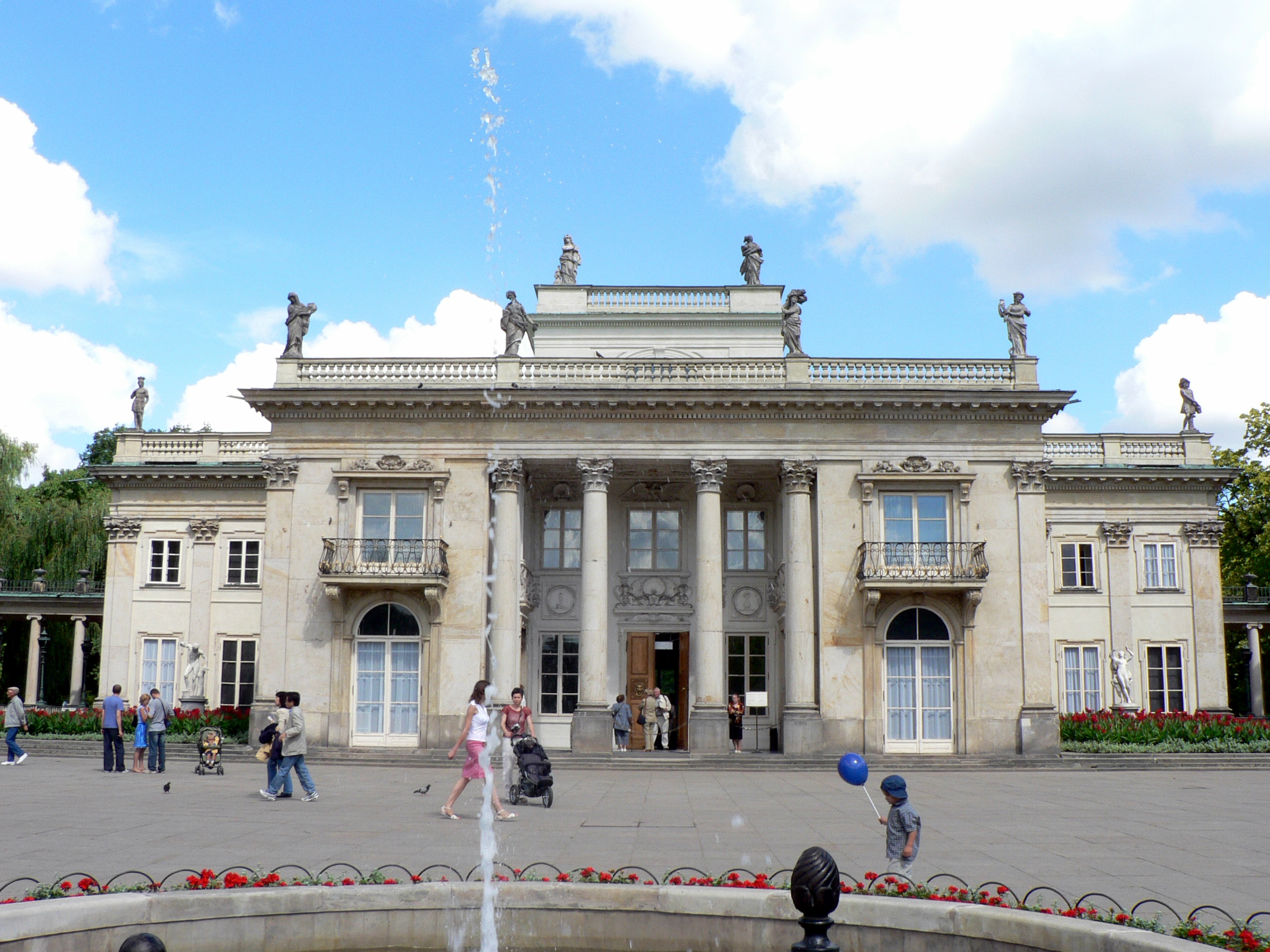
Mặt tiền chính (hướng nam)

Tòa nhà bắt đầu như một nhà tắm cho Stanisław Herakliusz Lubomirski, chủ sở hữu của lâu đài Ujazdów liền kề.  Sau năm 1678, khu phức hợp cung điện Lubomirski ở Ujazdów, đã được làm giàu với bốn gian công viên: Arcadia, Hermitage, Frascati và lớn nhất trong số đó là Nhà tắm.  Tòa nhà bằng đá cẩm thạch được xây dựng trước năm 1683 theo thiết kế của Tylman Gamerski. Hoàn thành vào năm 1689, nó được dự định phục vụ như một nhà tắm, gian nhà có thể ở được và có 1 hang động vườn. Nội thất của cấu trúc mới được xây dựng đã được tô điểm bằng những đồ trang trí bằng vữa, cũng được thiết kế bởi Gamerski. Trong số các đồ trang trí có các vị thần nước (như Nereus), xung quanh điểm trang trí chính của gian nhà - đài phun nước. Các phòng khác có các bức họa trần nhà và supraport được trang trí phong phú, trong khi các bức tường được phủ bằng gạch Delft.  Các mặt tiền và nội thất được trang trí bằng những tác phẩm điêu khắc, phù điêu, khắc Latinh (Musa Dryas, Nymphaeque boves et Pastor Apollo / Hic maneant, diva fugiat Minerva Domus - Thần thơ Muse, Thần rừng Dryad và nữ thần, con bò đực và thần Apollo người chăn cừu hãy ở lại đây, thần thánh Minerva phép coi thường ngôi nhà này trên cổng của mặt tiền phía nam) và huy hiệu của Lubomirski - Szreniawa.
Vua Stanisław II Augustus quyết định chuyển đổi nó thành khu tư nhân, và nó đã được Domenico Merlini tu sửa lại từ năm 1764 đến 1795. Trong Thế chiến II, người Đức đã khoan các lỗ vào tường để làm chất nổ nhưng không bao giờ có thể làm nổ tung cung điện. Sau đó, cung điện phục vụ như một doanh trại.

## Kiến trúc

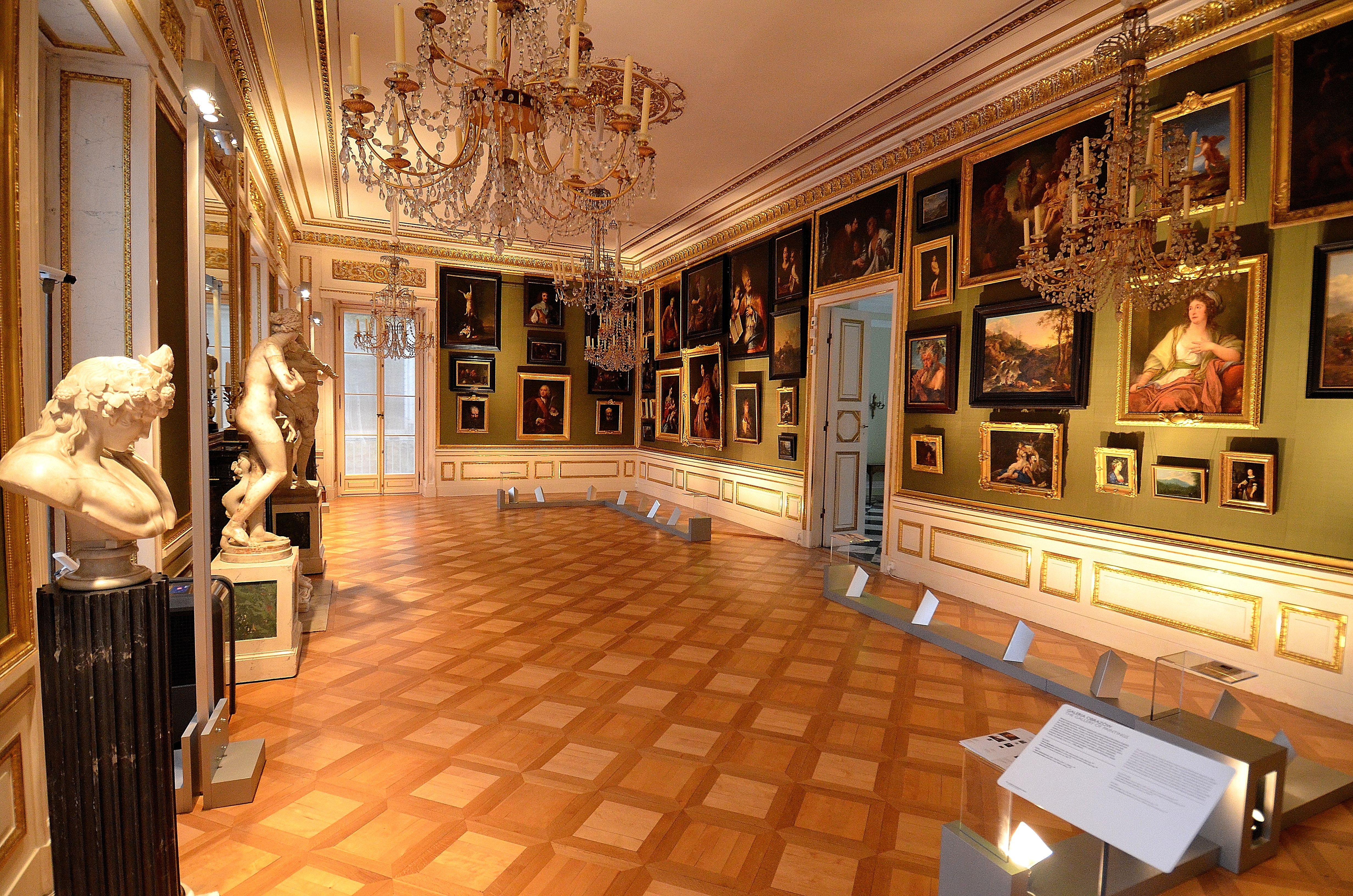
Bộ sưu tập tranh

Cung điện được xây dựng trên một hòn đảo nhân tạo chia hồ thành hai phần, hồ phía bắc nhỏ hơn và phía nam lớn hơn. Cung điện được kết nối với công viên xung quanh bằng hai cây cầu nối Ionic. Mặt tiền được thống nhất bởi kiến trúc mũ cột được mang bởi trụ bổ tường khổng lồ Corinthian liên kết hai tầng của nó và được làm thành hình vương miện bởi một lan can đó mang những bức tượng của các nhân vật thần thoại. Mặt tiền phía bắc được giải tỏa bởi một cổng vòm trung tâm. Ở mặt phía nam, một hốc trung tâm sâu nằm phía sau một màn hình các cột Corinth.

## Thư viện ảnh

Palace on the Isle
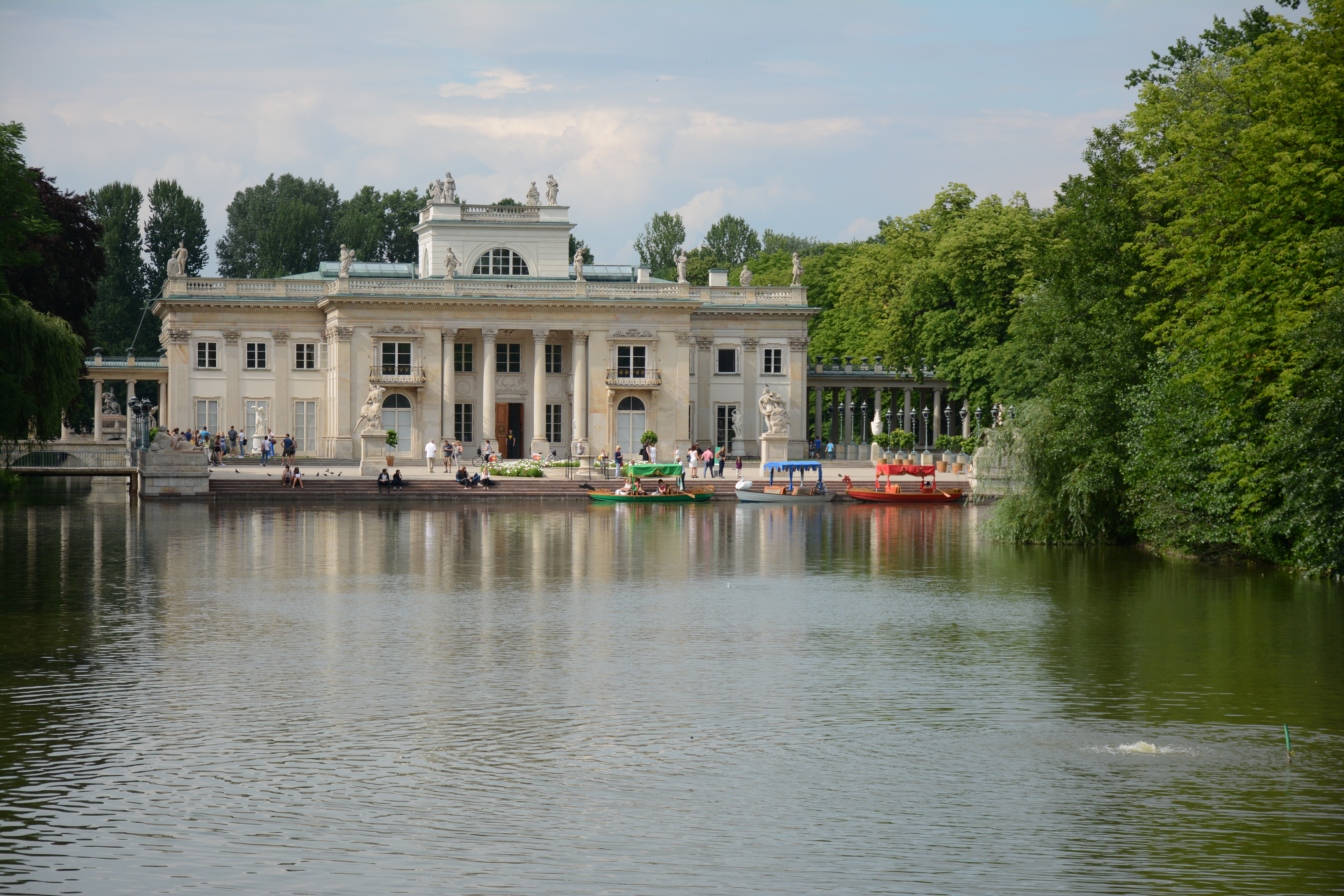
Cung điện Łazienki, độ cao phía nam
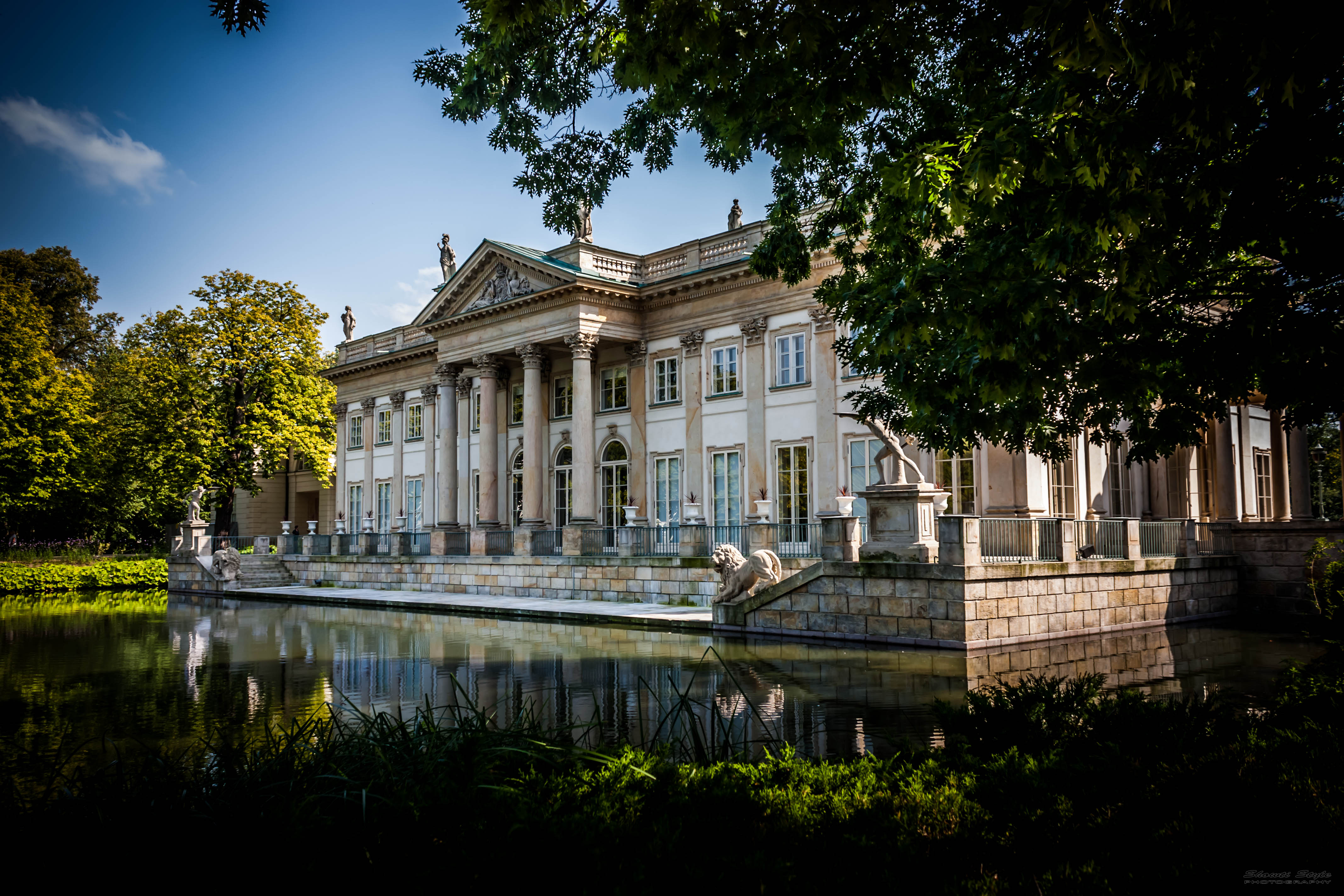
Mặt tiền phía bắc của cung điện
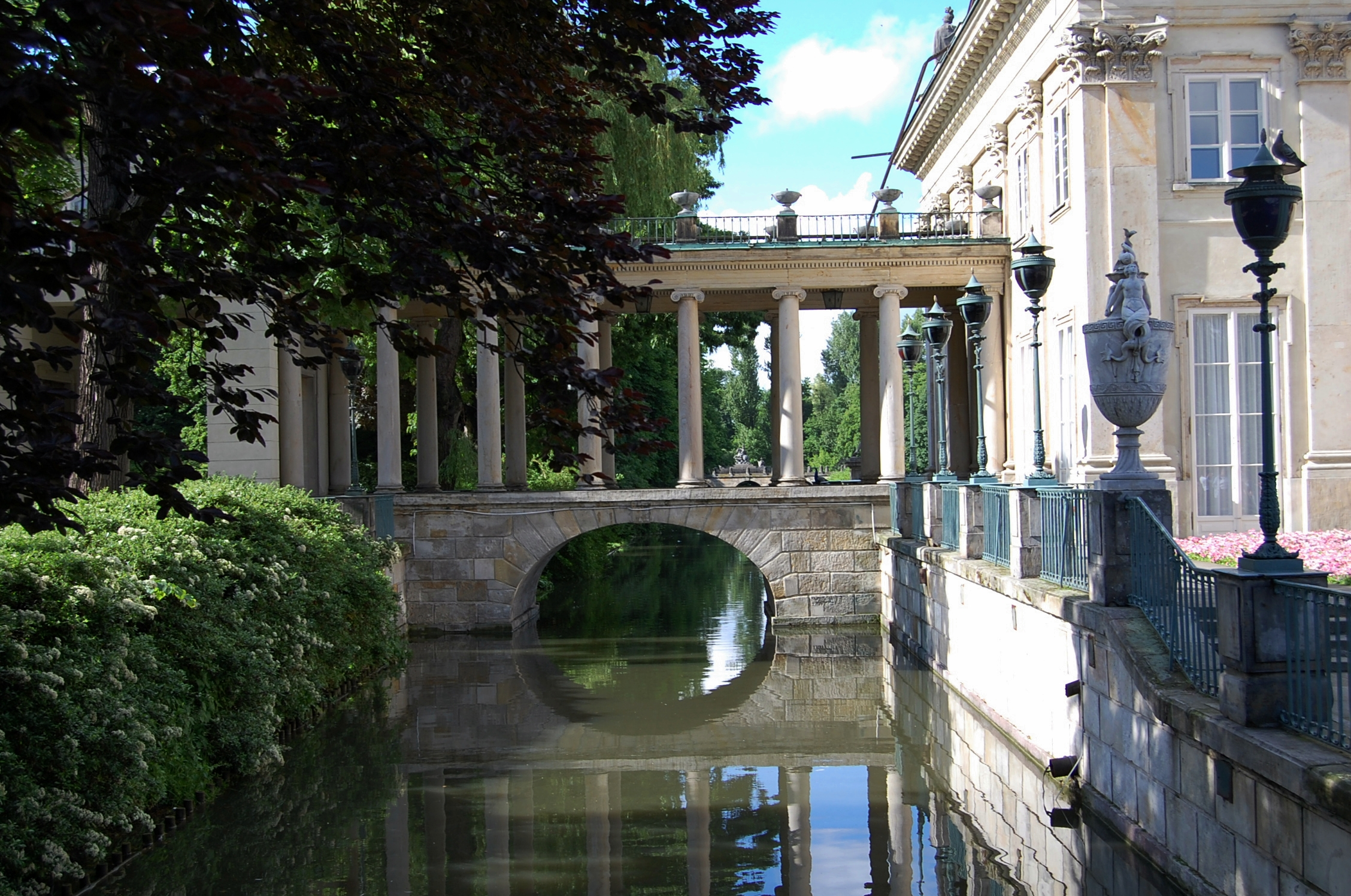
Cây cầu dẫn đến cung điện
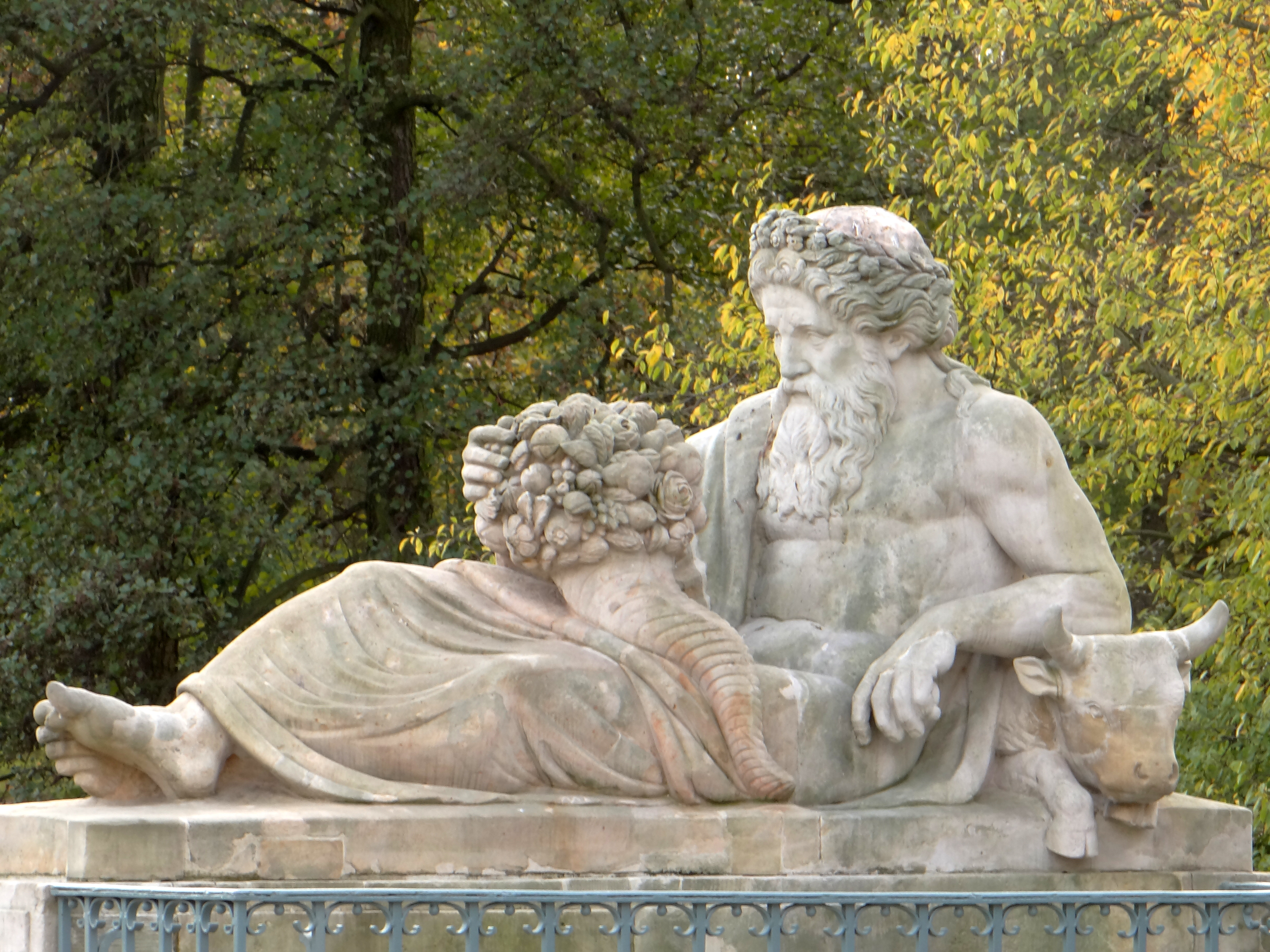
Một bức tượng mô tả Allegory của sông Bug
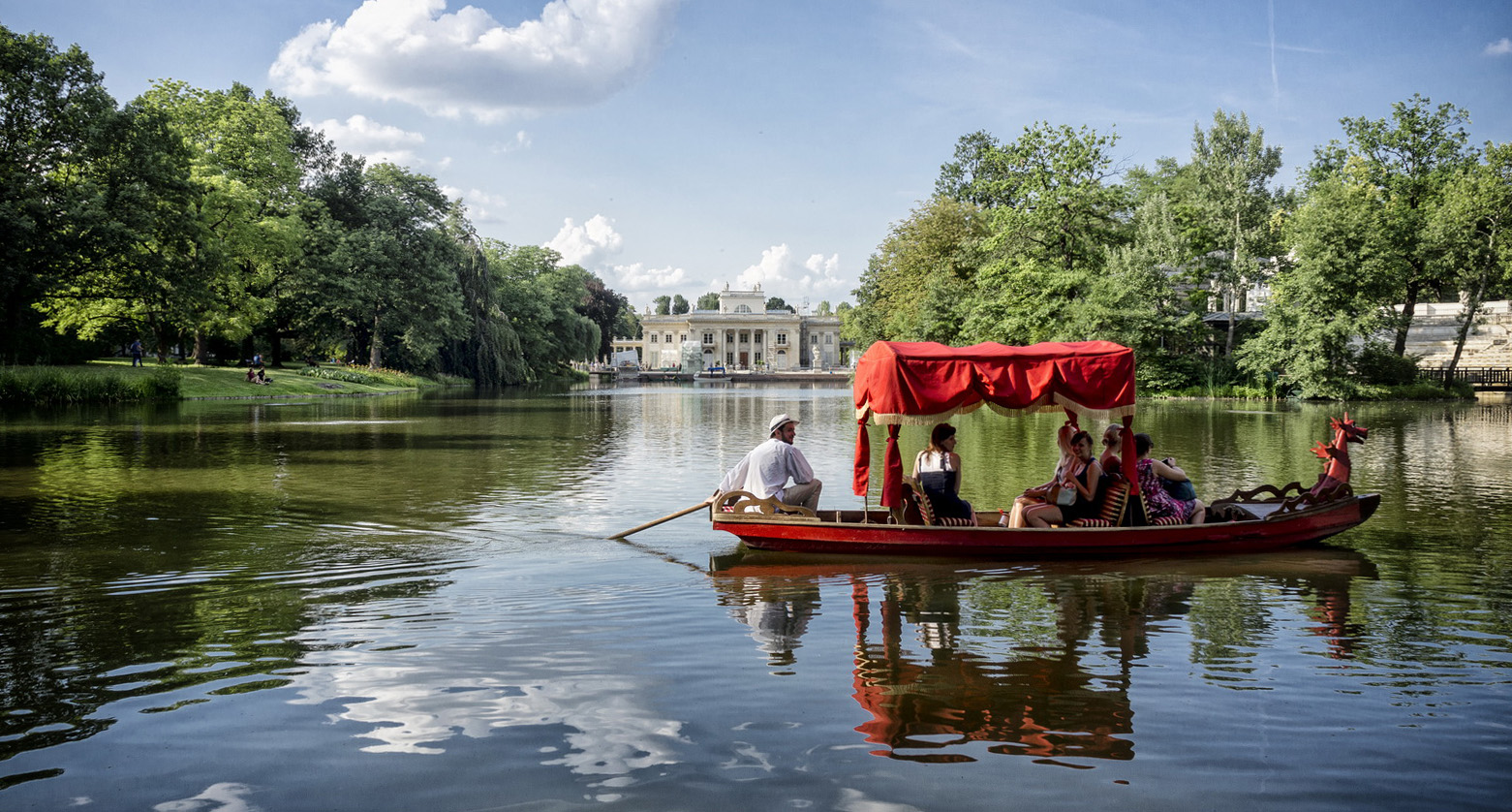
Một hồ nước bao quanh cung điện
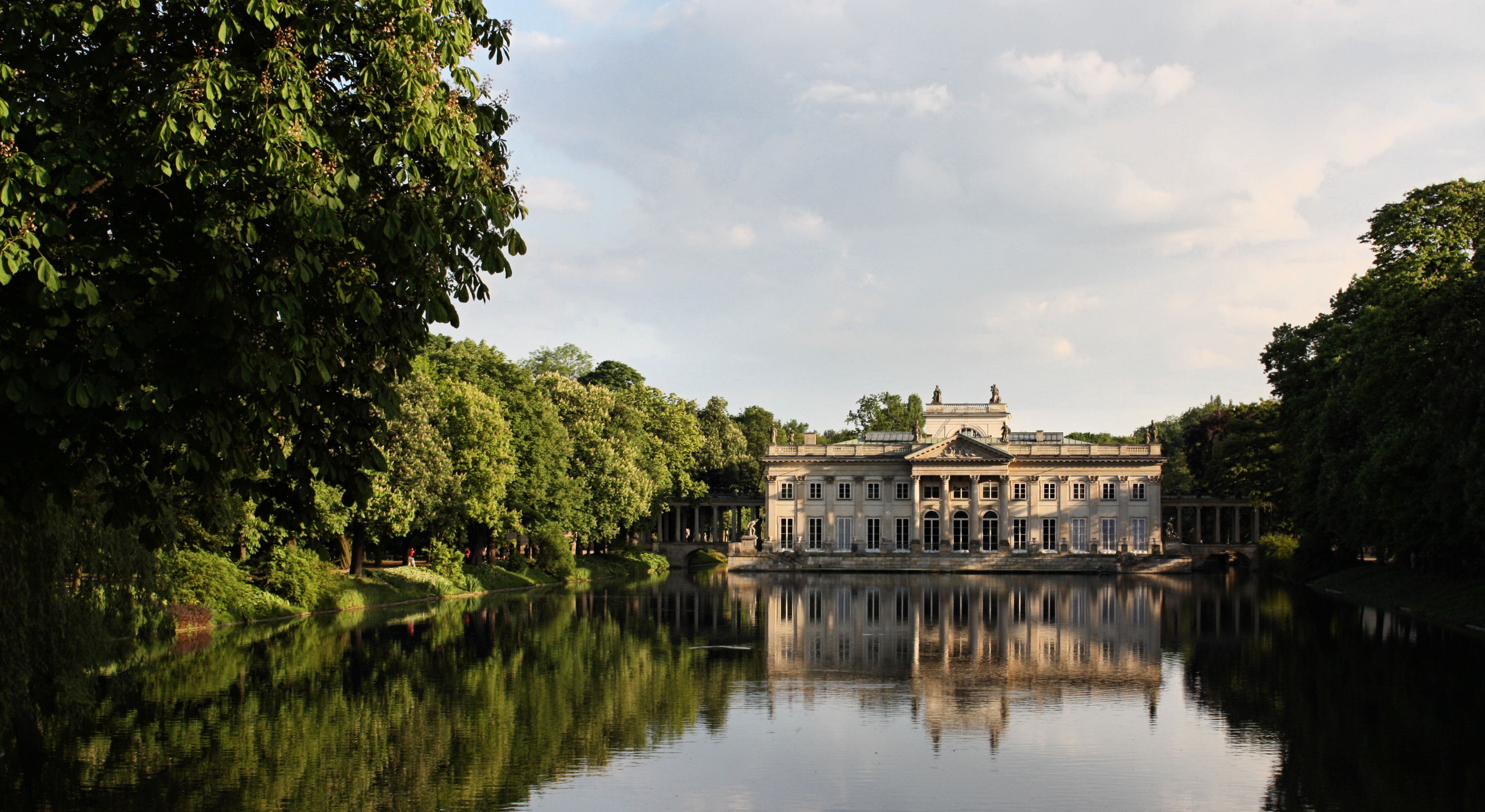
Cung điện và công viên
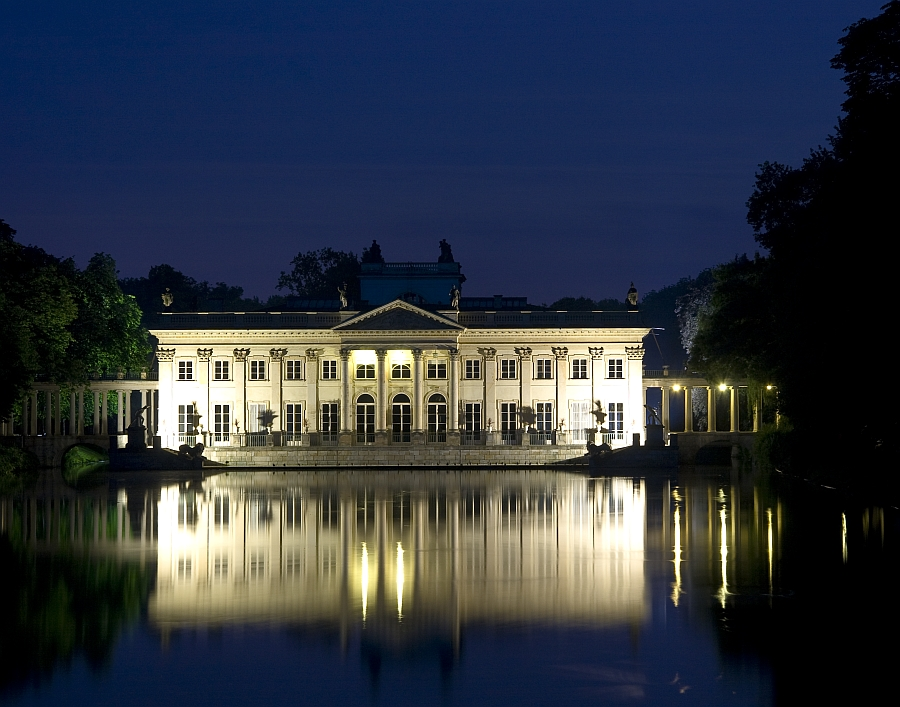
Cung điện trên đảo vào ban đêm

Artwork
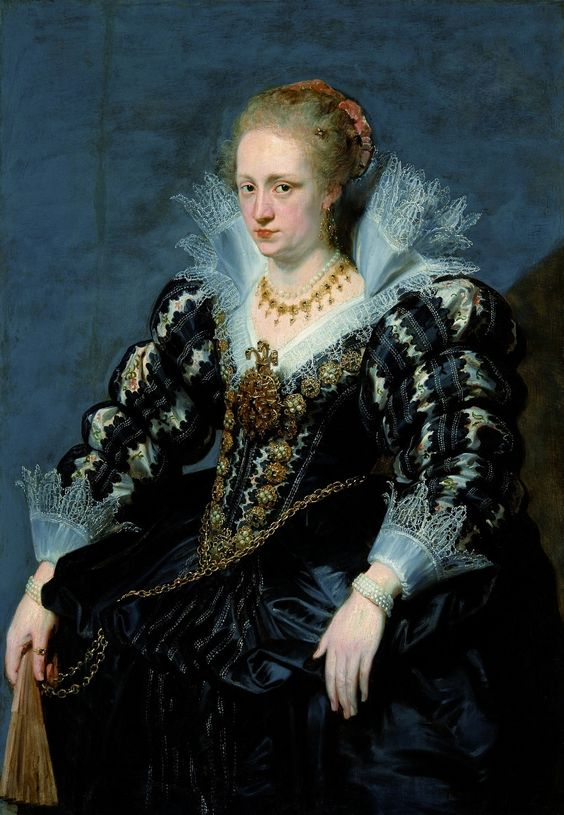
Chân dung Jacqueline de Caestre, Peter Paul Rubens, ca. 1618
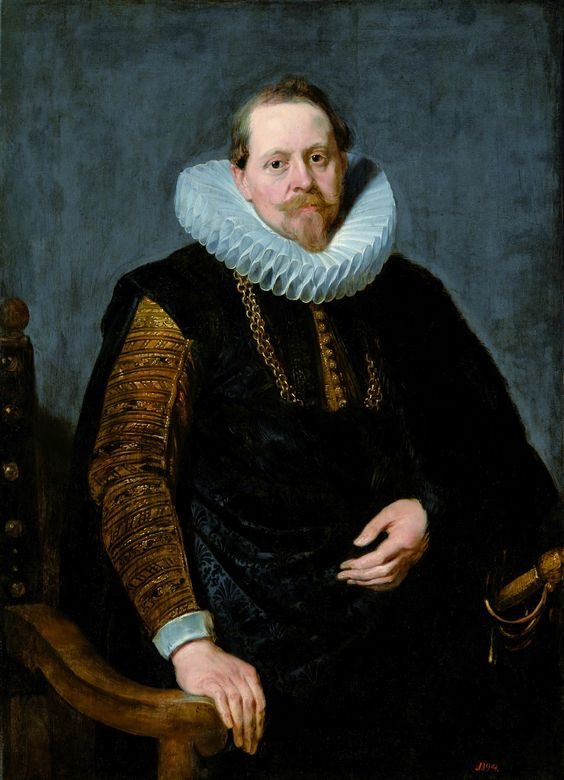
Chân dung Jean Charles de Cordes, Peter Paul Rubens, ca. 1618
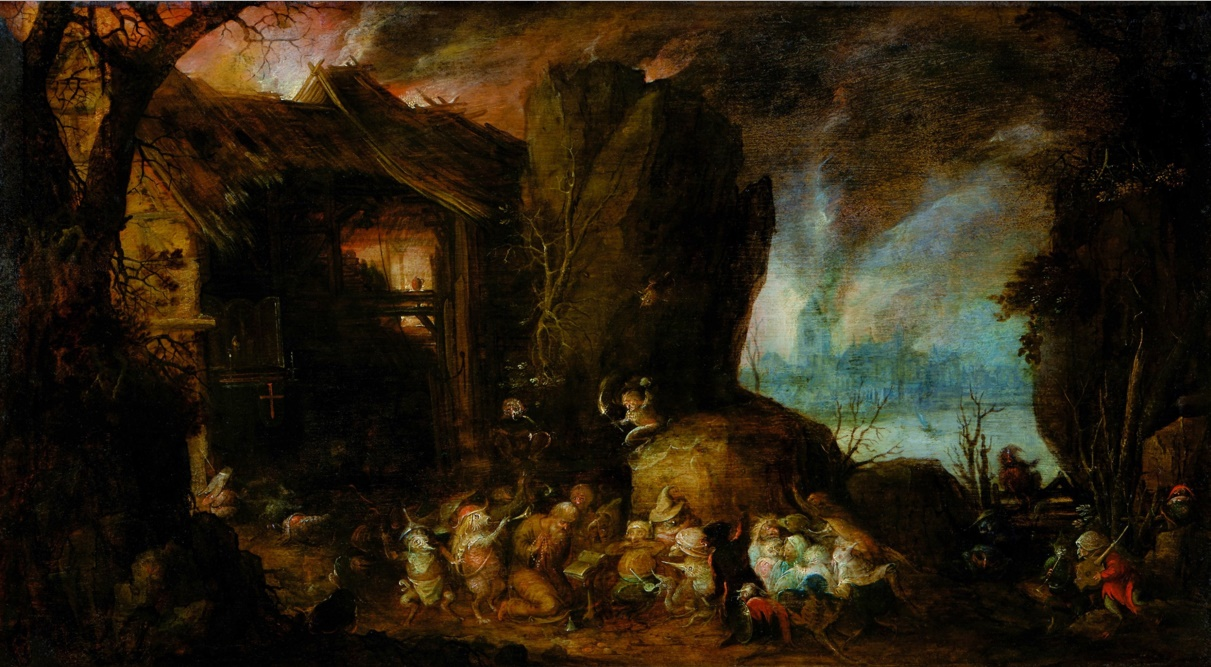
Cám dỗ của Thánh Anthony, Jan Brueghel the Younger, thế kỷ 17
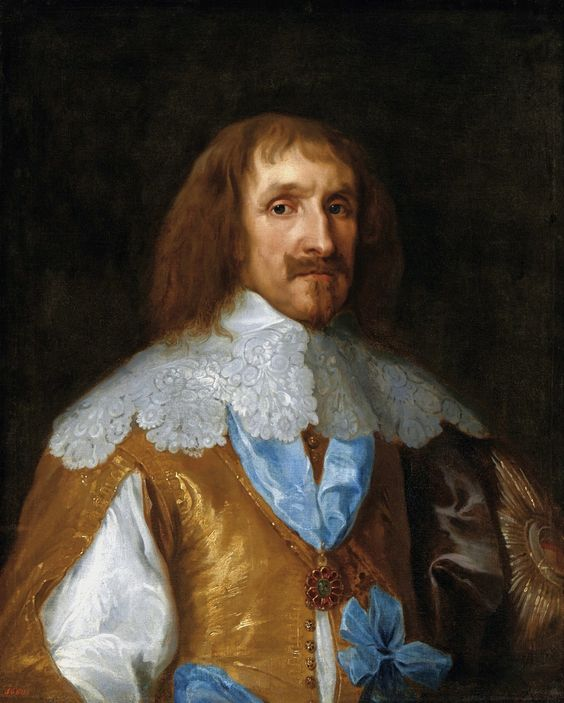
Chân dung Philip Herbert, Bá tước thứ tư của Pembroke, Anthony van Dyck, ca, 1634
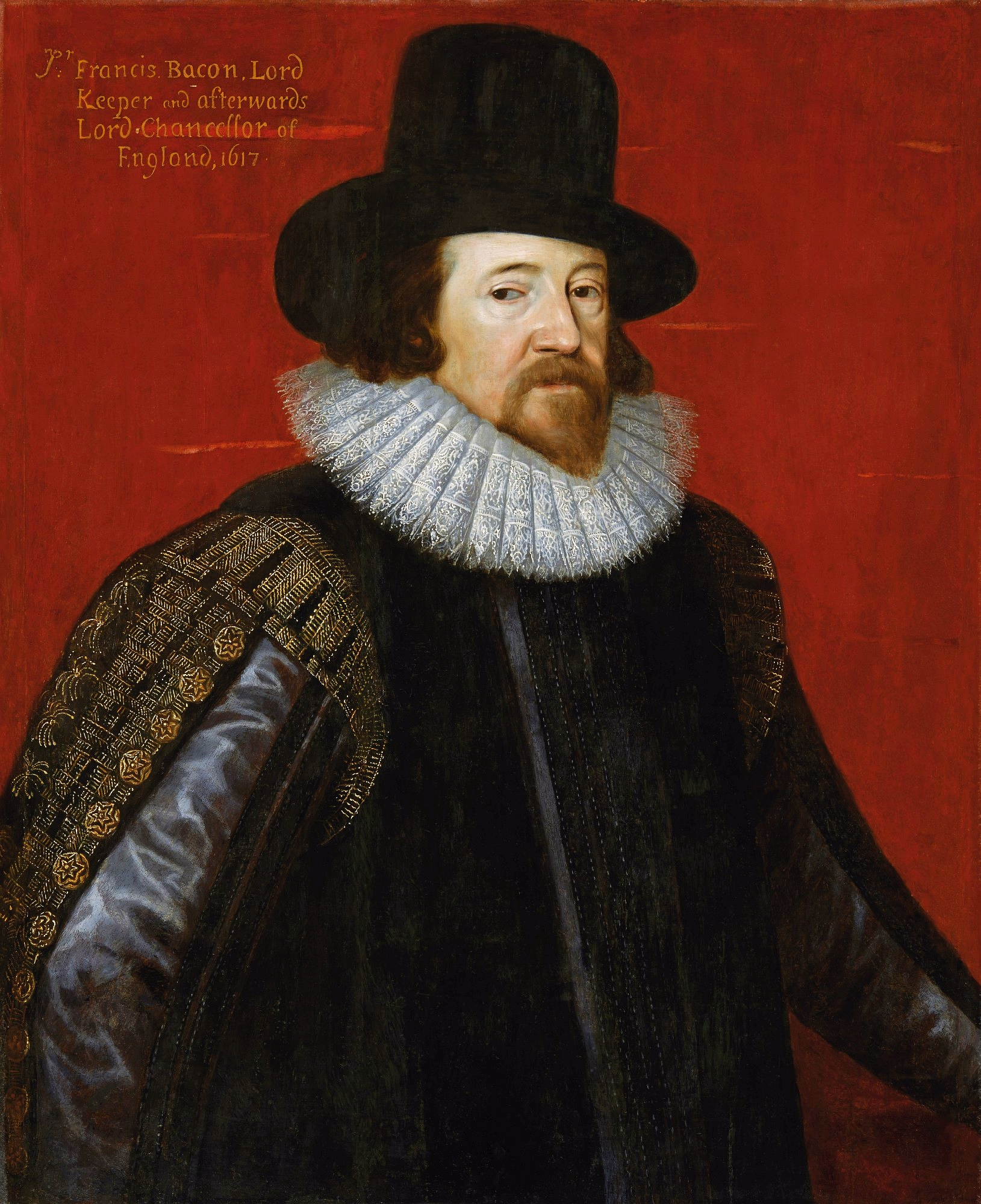
Chân dung của Francis Bacon, Frans Pourbus the Younger, 1617
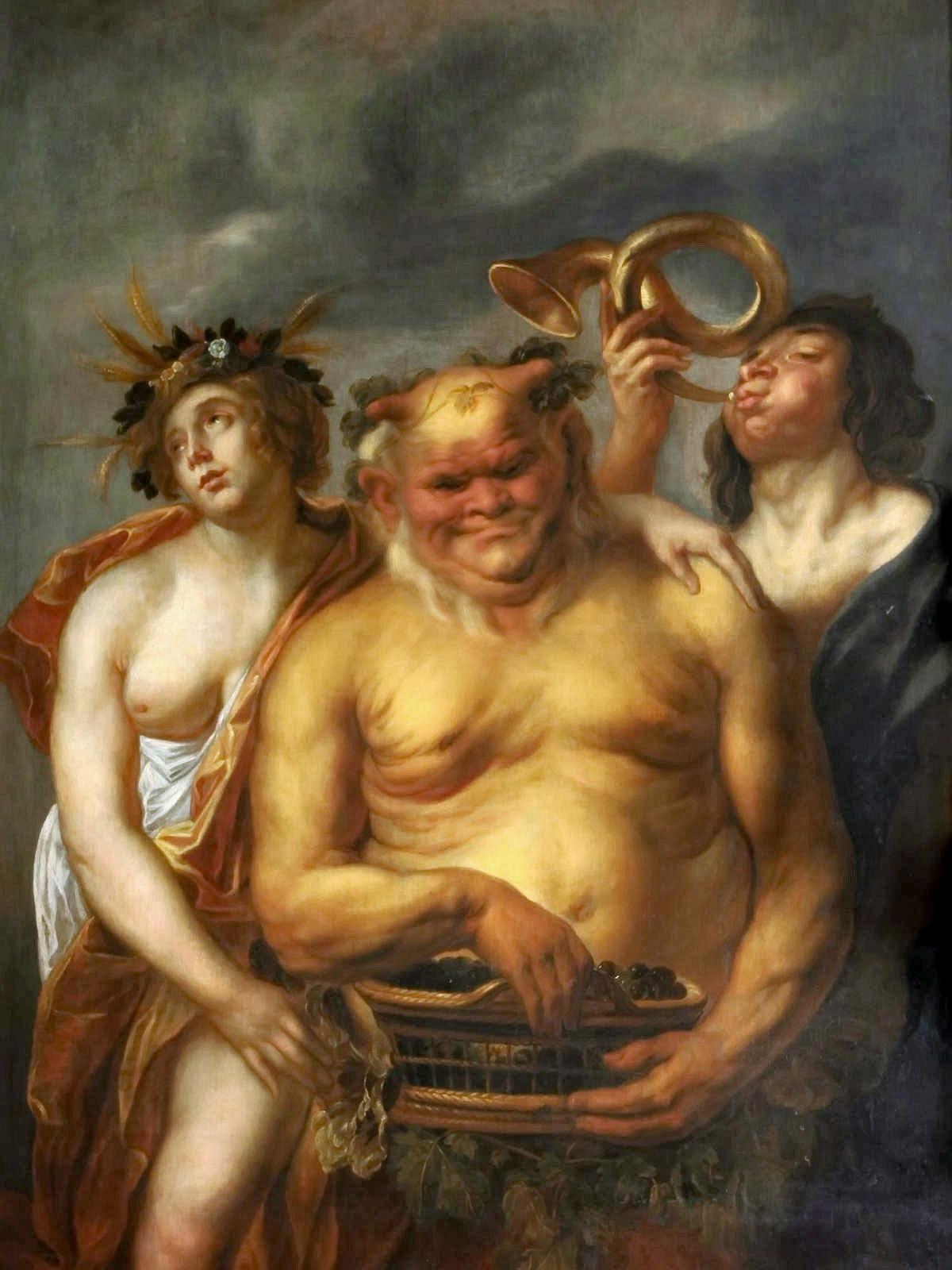
Silenus và Bacchantes, Jacob Jordaens, nửa đầu thế kỷ 17
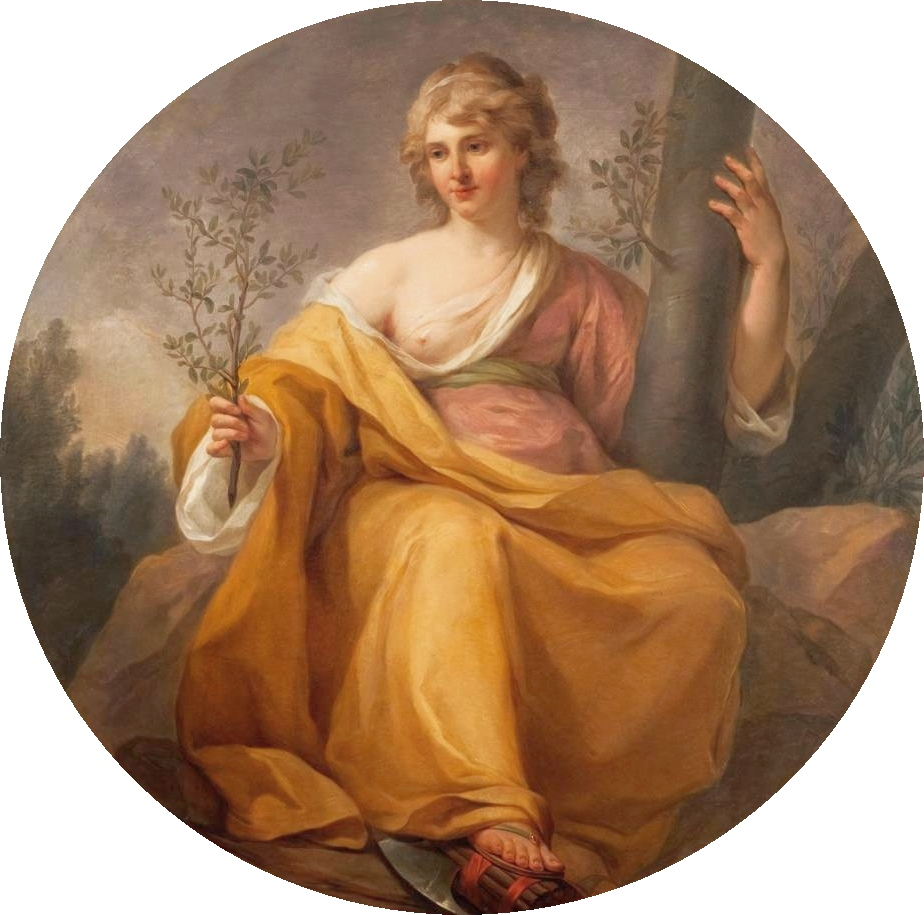
Câu chuyện ngụ ngôn của ân sủng, Marcello Bacciarelli, ca. 1792
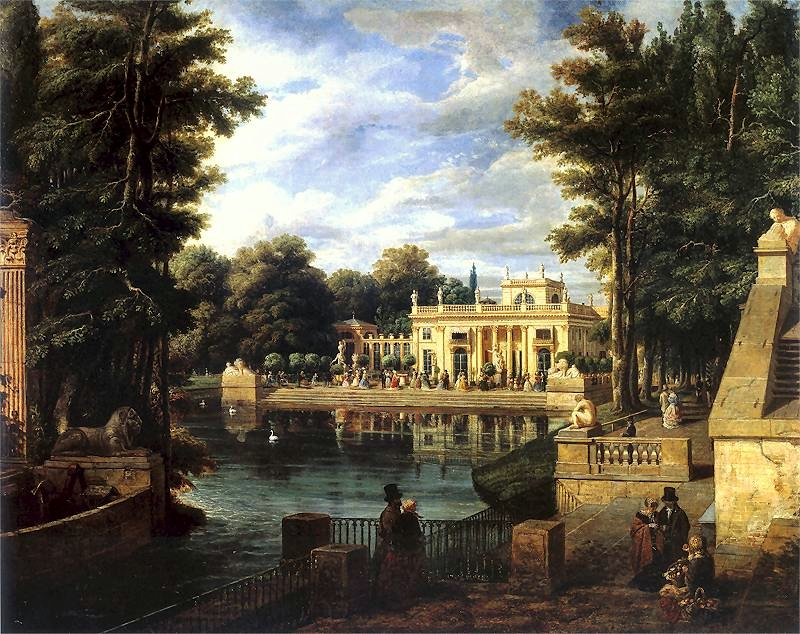
Quang cảnh Cung điện Hoàng gia vào mùa hè, Marcin Zaleski, ca. 1837
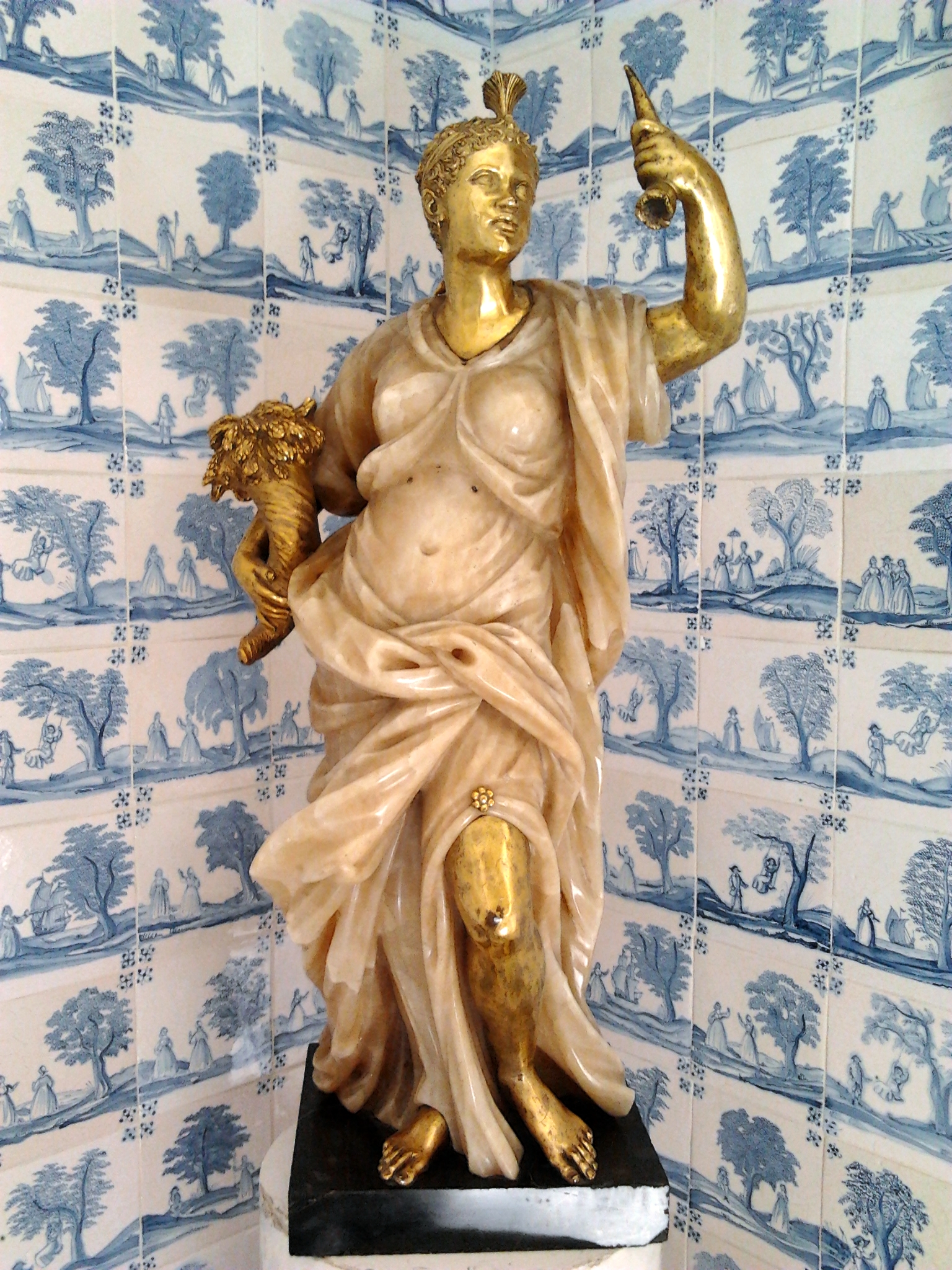
Allegory của Châu Phi, bước sang thế kỷ 17/18
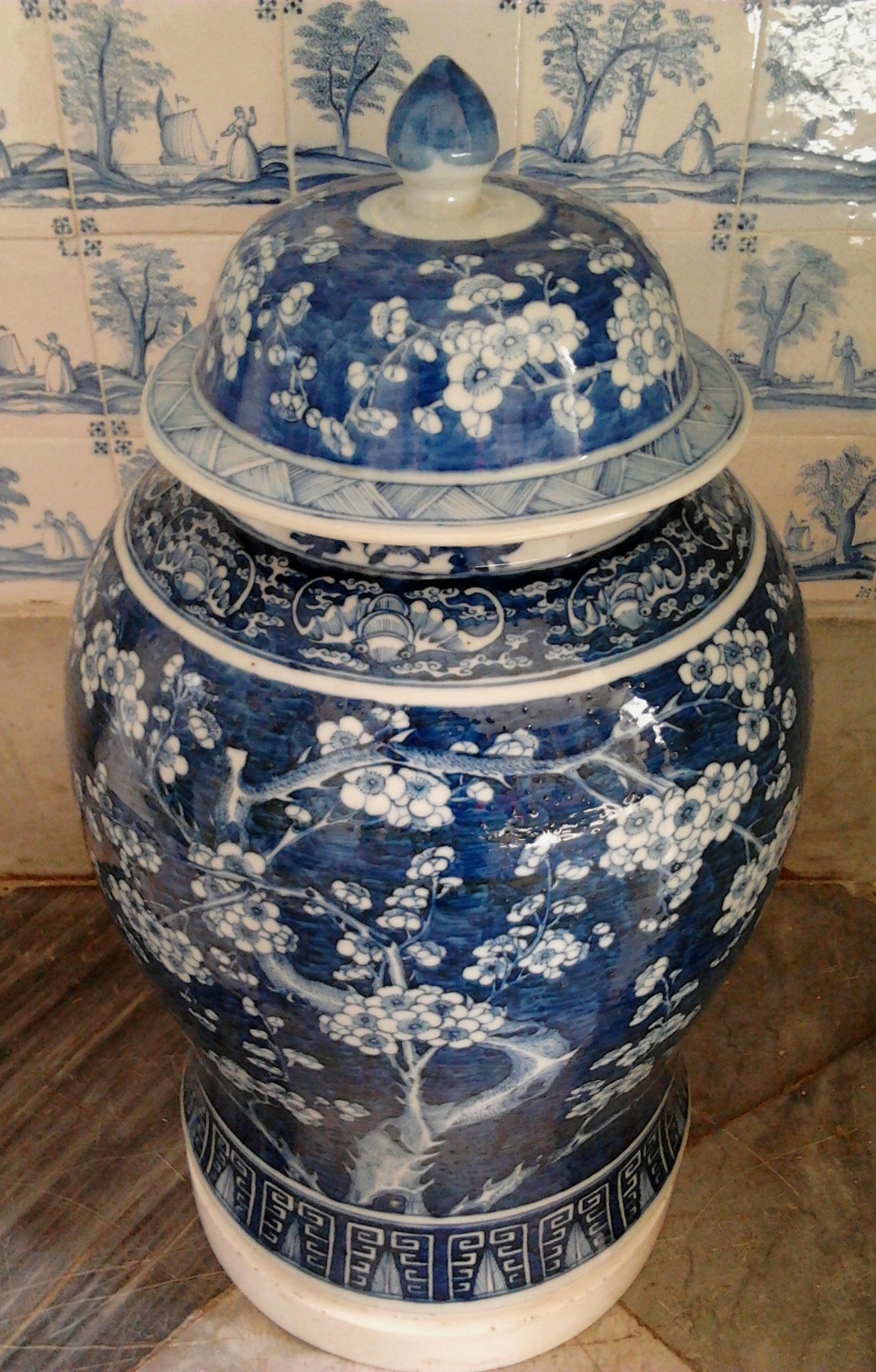
Đồ đất nung Trung Quốc, thế kỷ 18
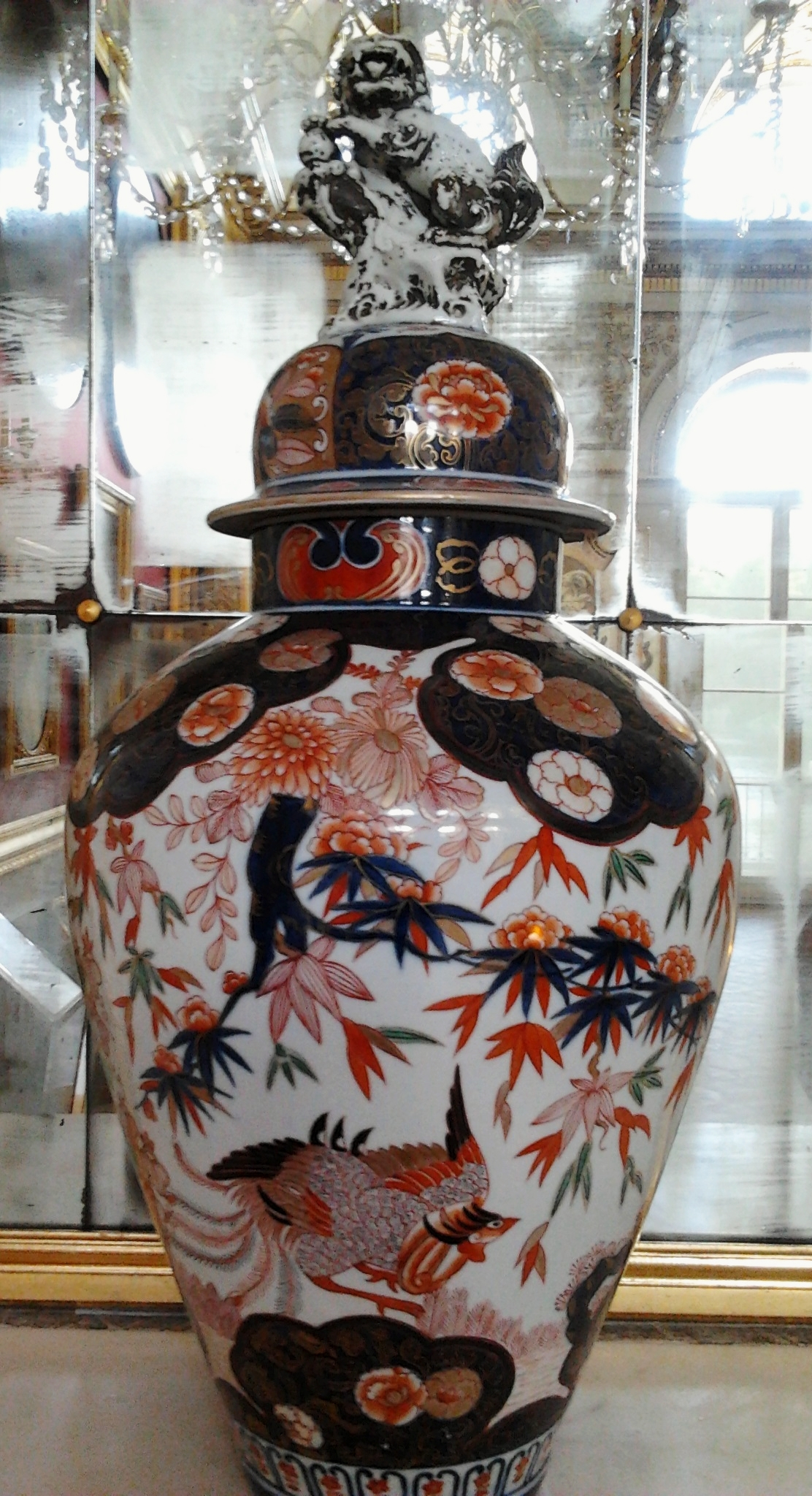
Bình Imari Nhật Bản với Foo Dog, cuối thế kỷ 18
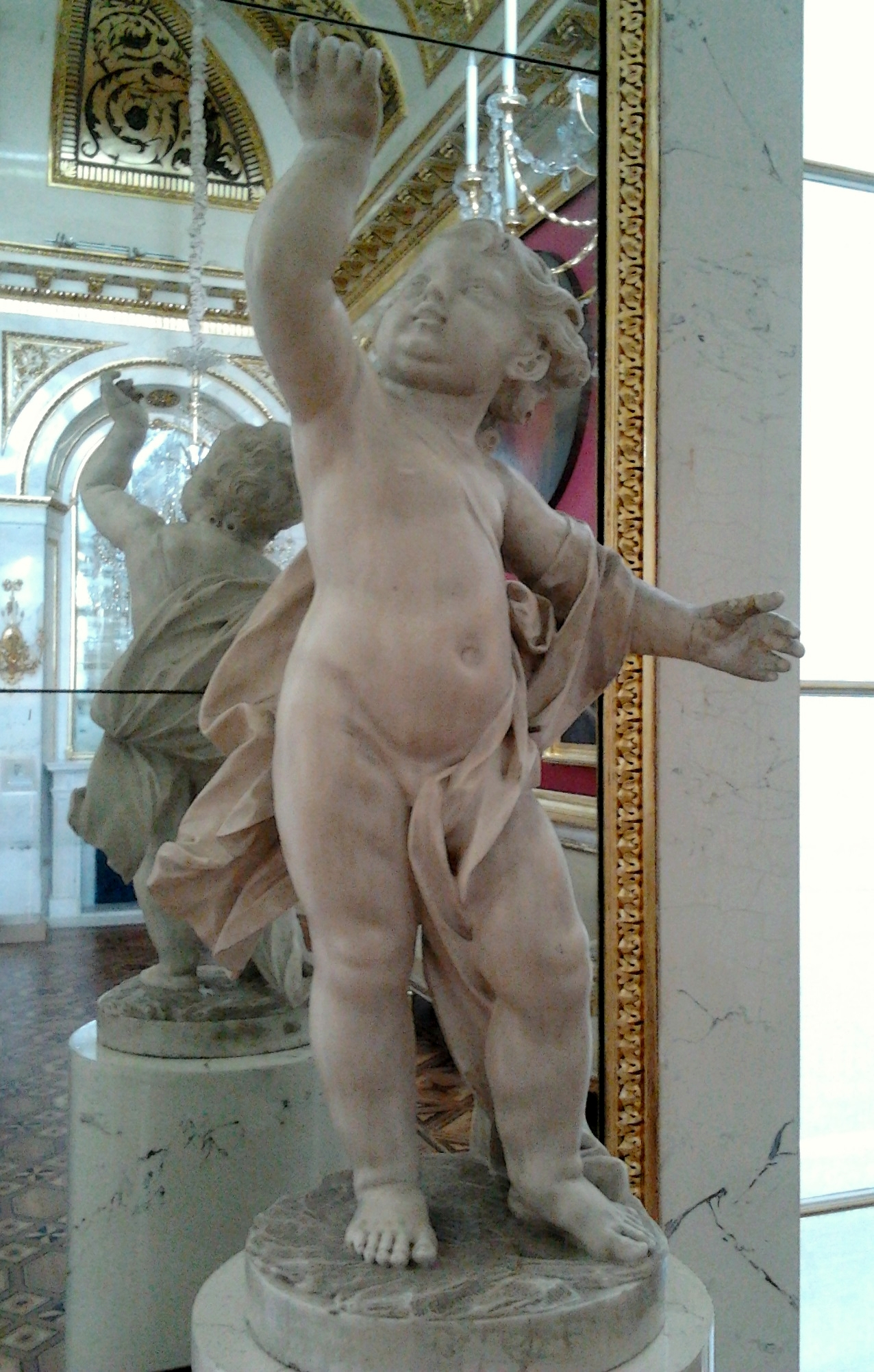
Một putto Rococo của André Le Brun, ca. 1783
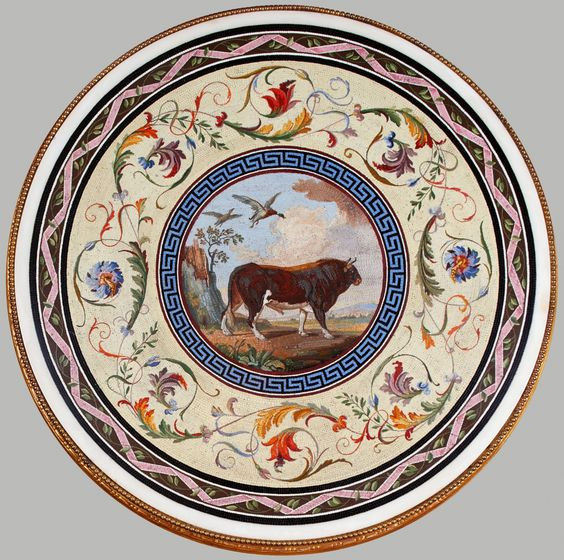
Bảng đầu với một con bò của Pompeo Savini, ca. 1788